# Jean-Laurent Cochet
Jean-Laurent Cochet (Romainville, 1935. január 28. – Párizs, 2020. április 7.) francia színész, színházi rendező.

## Filmjei
Mozifilmek
- Ezer milliárd dollár (Mille milliards de dollars) (1982)
- A Saganne erőd (Fort Saganne) (1984)
- Edward & Lulu (2004)

Rövidfilmek
- Charly (2014)

Tv-filmek
- Skaal (1963)
- Turcaret (1968)
- C'est arrivé à Paris (1977)
- Le nouveau testament (1987)
- Képzeletbeli viszony (An Affair in Mind) (1988)

Tv-sorozatok
- Le théâtre de la jeunesse (1962, egy epizódban)
- La caméra explore le temps (1963, egy epizódban)
- Au théâtre ce soir (1972–1982, hét epizódban)
- Le petit théâtre d'Antenne 2 (1978, egy epizódban)
- Les grandes conjurations (1979, egy epizódban)
- Haute tension (1989, egy epizódban)
- Julie Lescaut (1993, két epizódban)